# Madonna mit Kind (Étroussat)

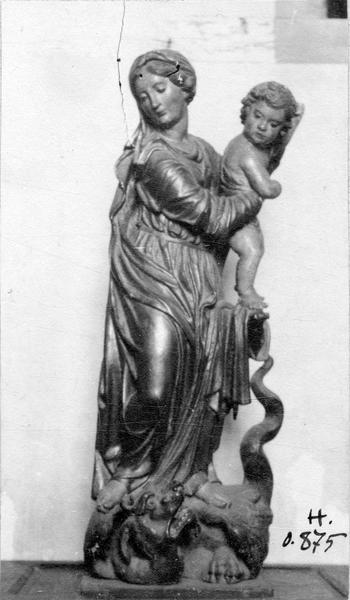
Madonna mit Kind in Étroussat

Die Skulptur Madonna mit Kind in der Kirche St-Georges in Étroussat, einer französischen Gemeinde im Département Allier der Region Auvergne-Rhône-Alpes, wurde Ende des 17. Jahrhunderts geschaffen. Im Jahr 1924 wurde die barocke Skulptur als Monument historique in die Liste der denkmalgeschützten Objekte (Base Palissy) in Frankreich aufgenommen.
Die 87,5 cm hohe Skulptur aus Holz ist farbig gefasst und vergoldet. Das nackte Jesuskind wird von Maria in den Armen gehalten, beide Köpfe sind nach links ausgerichtet.